# Капюшонницы
Капюшонницы (лат. Cuculliinae) — подсемейство чешуекрылых семейства совок.

## Описание
Бабочки средних размеров — размах крыльев 28—56 мм. Усики нитевидные, реже чётковидные, пильчатые или гребенчатые. Глаза округлые, крупные (кроме аркто-альпийского рода Sympistis) голые, окружены длинными прижатыми или отвисающими ресничками. Лоб гладкий, без выростов или гребней (кроме некоторых аридных родов). Щупики умеренной длины, отстоящие или прижатые, их 3-й членик обычно в 2—3 раза короче 2-го. Хоботок, за редким исключением нормально развит. Покровы головы и груди образованы отстоящими волосовидными или удлинёнными чешуйками и волосками, образуют хохолки на лбу и спинке. Покровы патагий часто образуют заострённый гребень, тегул — характерные угловатые «плечи». Голени ног без шипов, иногда со склеротизованным когтем. Передние крылья умеренно-широкие или узкие, ланцетовидные. Окраска серых, коричневых, реже жёлтых, оранжевых, зелёных тонов. Рисунок сложный в некоторых родах модифицирован, штриховой. Самцы часто с андрокониальным аппаратом из парных кистей и латеральных карманов на 3—5 сегментах брюшках.
Бабочки активны ночью (кроме видов рода Sympistis, виды которого активны днём). Гусеницы большинства родов связаны с древесными растениями, многие виды развиваются на древесных и травянистых растениях, отдельные роды специализированы к питанию на астровых. Для многих родов характерно появление имаго поздней осенью и зимовка в стадии яйца или имаго.

## Ареал
Распространены преимущественно в умеренной зоне Голарктики, большое число видов известно из горных районов, граничащих с Ориентальной областью.

## Систематика
В настоящем представлении подсемейство является гетерогенным. Разделяется на несколько триб, положение некоторых из них в системе подсемейств совок не выяснено окончательно.
В мировой фауне более 1500 видов, в Палеарктике около 900.

### Список основных родов и видов
- Cucullia Schrank, 1802
  - Капюшонница серебристая Cucullia argentina (Fabricius, 1787)
  - Капюшонница веничная Cucullia scopariae Dorfmeister, 1853
  - Капюшонница коричневая Cucullia absinthii  (Linnaeus, 1761)
  - Капюшонница молочно-белая Cucullia lactea (Fabricius, 1787)
  - Капюшонница салатная Cucullia lactucae (Denis & Schiffermüller, 1775)
  - Капюшонница серая Cucullia umbratica (Linnaeus, 1758)
  - Капюшонница ромашковая Cucullia chamomillae (Denis & Schiffermüller, 1775)
  - Капюшонница полынная Cucullia santonici (Hübner, [1813])
  - Капюшонница пижмовая Cucullia tanaceti (Denis & Schiffermüller, 1775)
  - Капюшонница эстрагонная Cucullia dracunculi (Hübner, 1813)
  - Капюшонница астровая Cucullia asteris  (Denis & Schiffermüller, 1775)
- Shargacucullia G.Ronkay et L.Ronkay, 1992
  - Капюшонница тёмно-серая Shargacucullia blattariae  (Esper, 1790)
  - Капюшонница обыкновенная Shargacucullia scrophulariae (Denis & Schiffermüller, 1775)
  - Капюшонница светлая Shargacucullia thapsiphaga (Treitschke, 1826)
  - Капюшонница буро-серая Shargacucullia lychnitis (Rambur, 1833)
  - Капюшонница коровяковая Shargacucullia verbasci (Linnaeus, 1758)
- Calophasia Stephens, 1829
  - Совка короткокрылая Calophasia lunula (Hufnagel, 1766)
  - Совка короткокрылая белая Calophasia opalina (Esper, 1793)
- Behounekia Hacker, 1992
- Omphalophana Hampson, 1906
  - Совка короткая Omphalophana antirrhinii  (Hübner, 1803)
- Oncocnemis Lederer, 1853
- Sympistis Hubner, 1823
- Sajania I.Kozhantschikov, 1947
- Callierges Hubner, 1821
- Epimecia Guenee, 1839
- Stilbina Staudinger, 1892
- Copiphana Hampson, 1906
- Cleonymia Berio, 1966

### Полный список родов
- Роды: Adaphaenura — Adita — Allophyes — Altiplania — Altipolia — Amephana — Anathix — Andesia — Andicola — Antitype — Apharetra — Aporophyla — Apostema — Apsaphida — Argyrana — Athaumasta — Aumakua — Austramathes — Behrensia — Blepharita — Blepharosis — Bombyciella — Borsania — Brachygalea — Bryopolia — Caffristis — Calliergis — Calocea — Calophasia — Catasema — Chaetaglaea — Charierges — Chopardiana — Chubutiana — Cleonymia — Comodoria — Compsotata — Copanarta — Copicucullia — Copiphana — Copitarsia — Copitype — Cotarsina — Cteipolia — Cucullia — Cuculluna — Daphoenura — Daseochaeta — Daseuplexia — Dasyerges — Dasysternum — Dasythorax — Desertullia — Despumosia — Diargyria — Dichoniopsis — Dryobota — Dryotype — Ectochela — Epicausis — Epidemas — Epiglaea — Episema — Eremochlaena — Eremopola — Eucirroedia — Eudaphaenura — Eumichtis — Euxoullia — Evanina — Fishia — Fletcherea — Galeana — Gaurenopsis — Gentiliana — Grammoscelis — Graptocullia — Grisana — Guntia — Gyroprora — Harpagophana — Hemiglaea — Hillia — Himachalia — Homoanarta — Homoglaea — Homohadena — Homonacna — Homoncocnemis — Hoplotarsia — Hyada — Hyalobole — Hypnotype — Hypomecia — Hypotype — Hypsophila — Isolasia — Isopolia — Jodia — Klugeana — Lamprosticta — Lathosea — Lepipolys — Leucochlaena — Leucocnemis — Litholomia — Lithophasia — Lomilysis — Lophoterges — Lycanades — Mendozania — Mervia — Mesorhynchaglaea — Metacullia — Metalopha — Metaxaglaea — Metlaouia — Metopoceras — Metopodicha — Miracavira — Neocucullia — Neogalea — Neperigea — Neumichtis — Neuquenioa — Nycterophaeta — Nyctycia — Omphaloscelis — Opsigalea — Orthopha — Ostheldera — Oxycnemis — Pachypolia — Paracullia — Parastichtis — Parosmia — Platypolia — Pleromella — Pleromelloida — Policocnemis — Properigea — Proseniella — Provia — Psectraglaea — Pseudacontia — Pseudanarta — Pseudanthoecia — Pseudobryomima — Pseudocerura — Pseudocopicucullia — Pseudocopivaleria — Pseudomecia — Pyreferra — Rancora — Recoropha — Rhatta — Rhynchaglaea — Riagria — Rileyiana — Scotochrosta — Sericaglaea — Sirioba — Spudaea — Stylopoda — Sugitania — Supralathosea — Sutyna — Sydiva — Taeniosea — Tarsicopia — Telorta — Teratoglaea — Thecamichtis — Trichoridia — Trigonophora — Tunocaria — Turanica — Ulochlaena — Valeria — Valerietta — Valeriodes — Velazconia — Xylinissa — Xylocampa — Xylotype — Xystopeplus — Zutragum